# Joëlle-Chloë Edelman
Joëlle-Chloë Edelman (22 mei 1984)  is een Vlaams actrice en presentatrice. 

## Biografie
Joëlle-Chloë is de dochter van televisiefiguur Martine Prenen. Ze studeerde communicatiewetenschappen aan de Plantijn Hogeschool in Antwerpen en ging vervolgens aan het werk buiten de media. In 2010 won ze bij jongerenzender JIM The Big Selection en was ze te zien als VJ tijdens The Big Live.
In 2011 maakte ze haar acteerdebuut met een bescheiden rol in de film Rundskop van Michaël R. Roskam. Datzelfde jaar nam ze deel aan Rate The VJ op jongerenzender TMF. Ook deze talentenjacht werd door haar gewonnen. Ze bleef hierna enige maanden op post als presentatrice.
In het najaar van 2012 speelt ze de rol van verpleegster Fleur in de VTM-soap Familie. Joëlle-Chloë Edelman belandde in de soap nadat ze er auditie deed voor de rol van Stefanie Coppens, een nieuw hoofdpersonage. Uiteindelijk ging deze rol naar Jasmijn Van Hoof. Edelman mocht echter wel tekenen voor Fleur, een gastpersonage dat een beperkt aantal afleveringen meedraait.

## Filmografie
- ROX - als Miss Yvette (2013) (1 aflevering)
- Binnenstebuiten - als Marina (2013) (1 aflevering)
- Familie - als Fleur (2012) (2 afleveringen)
- Rundskop - als barmeisje (2011)